# Novosemenivka, Lîpova Dolîna
Novosemenivka (în ucraineană Новосеменівка) este un sat în comuna Semenivka din raionul Lîpova Dolîna, regiunea Sumî, Ucraina.

## Demografie
Componența lingvistică a localității Novosemenivka
     Ucraineană (100%)
Conform recensământului din 2001, toată populația localității Novosemenivka era vorbitoare de ucraineană (100%).